# Ravni kotari
Ravni kotari egy természetföldrajzi tájegység Horvátország déli részén, Észak-Dalmáciában, Zára és Šibenik-Knin megye területén. 

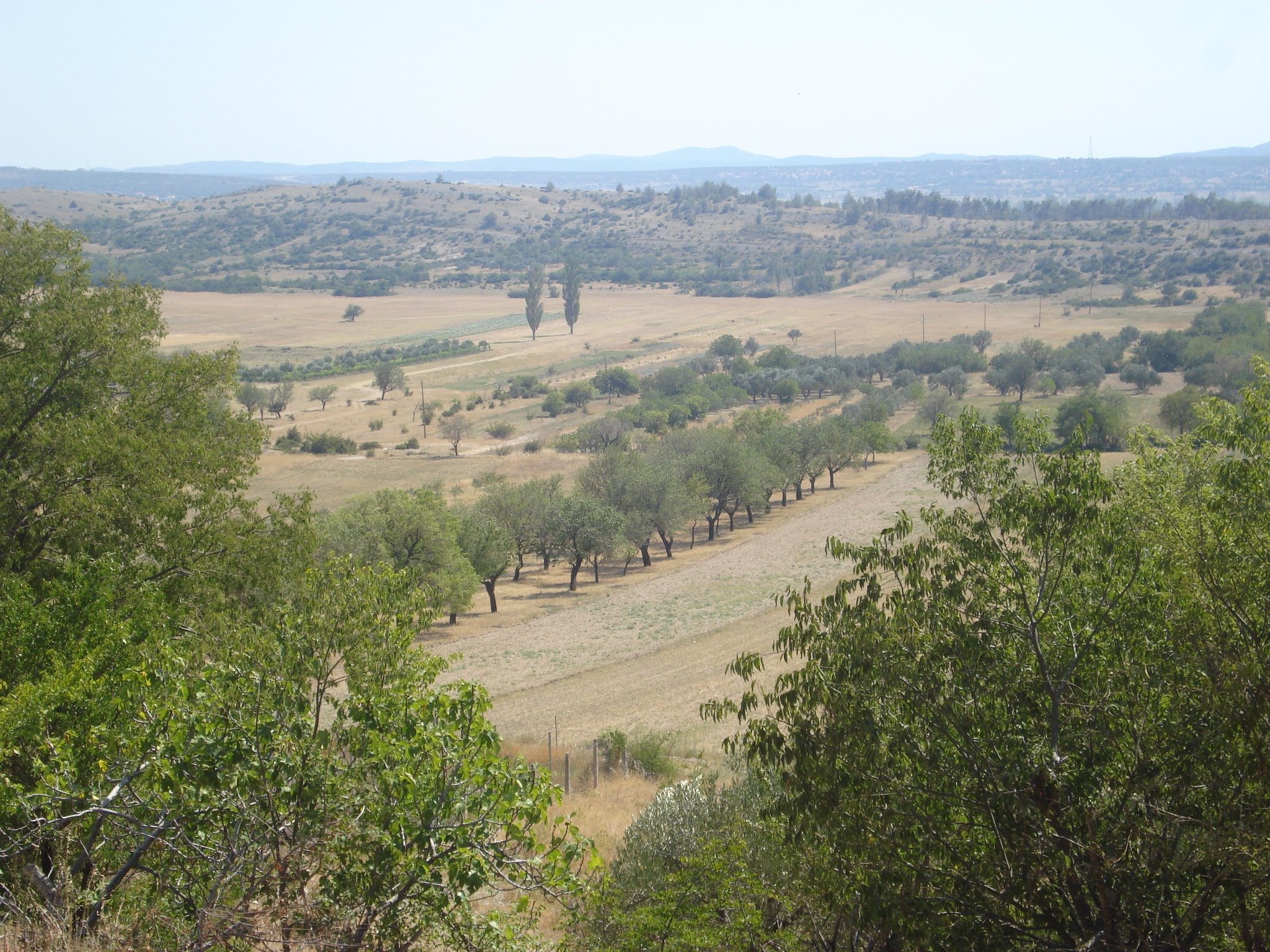
Jellegzetes ravni kotari táj Ostrovicától délre

## Fekvése
Ravni kotari nagyobbik része Zára megyében, kisebbik része Šibenik-Knin megyében található. Határai az északkeleti Bukovicától, Benkovactól és a Novigradi-tengertől és Zárától délnyugaton Skradinig (a Krka torkolatáig), valamint nyugaton Zára hátországától keleten Skradin hátországáig terjedő vékony partszakaszig nyúlnak. Ravni kotari a dalmát tengerpart legtermékenyebb része. A közigazgatási központja Benkovac, mely egyben az egyetlen város, mely Ravni kotari keleti szélén található. A legmagasabb pont a Standardac csúcsa, 305 méterrel a tengerszint felett.
Ravni kotar fekvése közlekedési szempontból kedvező. Itt keresztezik egymást a Zárától Kninig és Likától a tengerig vezető utak. Az elérhetőséget a 20. században tovább javította a Zára – Knin vasút (1966), és különösen az A1-es (Zágráb – Split) autópálya (2005) megépítése, amely Benkovac mellett halad el. Ravni kotariban (Zemunik Donjiban) található a zárai repülőtér.

## Neve
A tájegység nevét sík (ravan = sík, lapos) vidékéről kapta, mintegy ellentéteként a Gorski kotar (hegyvidék) tájegységnek.

## Története
A legrégebbi régészeti leletek ezen a környéken az i. e. 5. évezredből, a Danilo-kultúra idejéből származnak. Lelőhelyük a Benkovac közelében fekvő Smilčić volt. A liburnok jelenlétének nyomai megtalálhatók Nedinum (Nadin), Corinium (Karin), Varvaria (Bribir) és Asseria (Podgrađe) településeken, míg a római építészeti örökség emlékeit Stankovac, Benkovac és Miranje területén találták meg. A kereszténység Ravni kotari területén a 4. században kezdett elterjedni, az első templomok pedig az 5. és a 6. századból származnak.
Miután a kora középkorban a horvátok letelepedtek ezen a területen, Ravni kotari területe megoszlott több régi horvát megye (Nin, Lučka, Sidraška és Bribirska) között, amelyeket a 10. században VII. Kónsztantinosz bizánci császár említett A birodalom kormányzásáról című munkájában. A török inváziókig Ravni kotarit „V Hrvatih”nak (vagyis "a horvátok földje") hívták. Olyan középkori horvát központok voltak itt, mint Nin, Karin, Ostrovica és Bribir, amelyeknek több horvát nemesi család (Bribirski, Karinjani, Jamometi, Mogorovići, Gusići) volt a birtokosa.
A Benkovac melletti Šopotban egy régi horvát templom maradványai kerültek elő a 9. századból. A romok közül kerültek elő az egykori oltár előépítményének részei egy kora román stílusú díszesen faragott mészkő gerenda és az egykori háromszög alakú oromzat, melyeken Branimir fejedelem (879-892) latin nyelvű felirata látható. Vrána területén egy Szent Gergely tiszteletére szentelt bencés kolostor állt, melyet Dmitar Zvonimir király (1075-1089) adott át a pápának, és amely a 12. század második felétől a templomos lovagrend székhelye volt.
A 15. század elején Ravni kotari a Velencei Köztársaság fennhatósága alá került, amely számos erődítményt újított fel a környéken (Korlat, Kličevica, Benkovac, Perušić, Vrana, Novigrad és Ljubač). A Ravni kotari területe a 16. századra megoszlott Velence és az oszmán törökök között, ekkor a térség demográfiai helyzete is megváltozott. A 18. század elején Ravni kotari felszabadult a török hódoltság alól, a század végén a Habsburg Birodalom, majd később az Osztrák-Magyar Monarchia részévé vált.
1918-ban Ravni kotari a többi horvát földdel együtt az új délszláv állam része lett, mely 1929-ben felvette a Jugoszláv Királyság nevet. 1991-ben a kommunista Jugoszlávia összeomlása után a független Horvát Köztársaság részévé vált. A honvédő háború alatt Ravni kotarit a lázadó szerbek foglalták el. 1995 augusztusában a Vihar hadművelet során szabadult fel, ezután kezdődhetett el a lerombolt épületek újjáépítése.

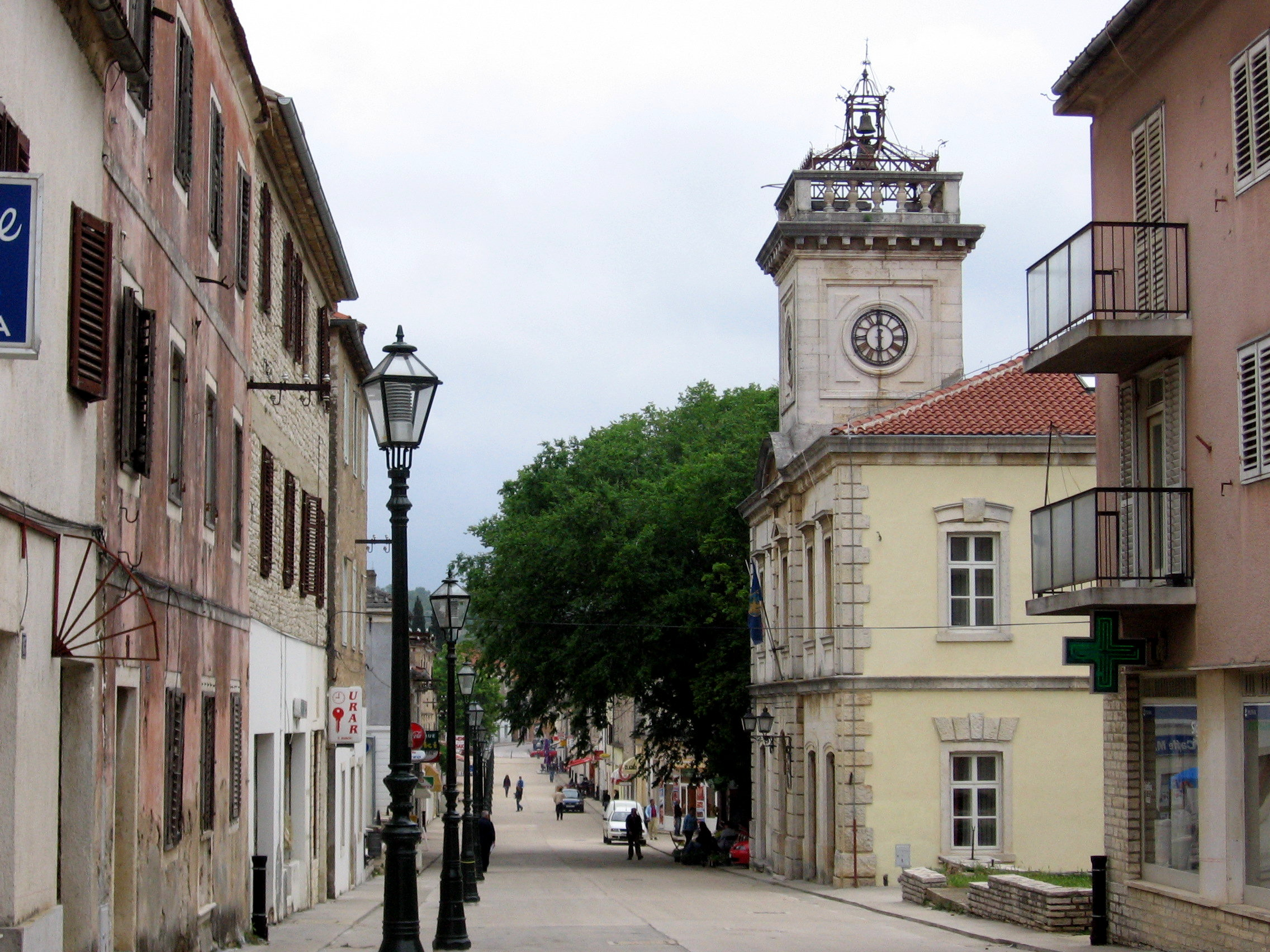
Ravni kotari közigazgatási központja Benkovac városa

## Népessége
A szomszédos Bukovicához hasonlóan a ravni kotari népesség etnikai összetétele a történelem során a háborúk miatt többször is megváltozott. Az oszmánok kivonulása után szinte az egész lakosságot a horvátok és a szerbek alkották. A második világháború után a vidék belső részein (Bukovica és Knin felé) a szerbek tették ki a lakosság többségét. Zárában és a partvidéken, valamint Biograd na Moruban a horvátok voltak többségben. A szerb lakosság aránya Zárában 1991-ig mintegy 20%, Biograd na Moruban pedig kb. 10% volt.
A horvátországi háború 1991-es kezdetével a Jugoszláv Néphadsereg elfoglalta a ravni kotari szerb falvakat és községeket, és megkezdte Zára ostromát. Az ostrom 1993-ig tartott, amikor a horvát hadsereg megkezdte a Maslenica offenzívát, amely megsemmisítette a Maslenica-hidat. A szerb hadseregnek (a Jugoszláv Néphadsereg 1992-ben hivatalosan feloszlott) ekkor vissza kellett vonulnia, és szinte az egész területet visszafoglalta a horvát hadsereg. Ma a horvát többség és a szerb kisebbség békében él. Elsősorban mezőgazdasággal foglalkozik, különös tekintettel a gyümölcstermesztésre, a szőlőtermesztésre, a zöldségtermesztésre és a dísznövényekre.

## Fordítás
Ez a szócikk részben vagy egészben  a   Ravni kotari című horvát Wikipédia-szócikk ezen változatának fordításán alapul.  Az eredeti cikk szerkesztőit annak laptörténete sorolja fel. Ez a jelzés csupán a megfogalmazás eredetét és a szerzői jogokat jelzi, nem szolgál a cikkben szereplő információk forrásmegjelöléseként.